# Zielonki
Zielonki es un pueblo en el sur de Polonia. Está situado en el Voivodato de Pequeña Polonia y también es el centro administrativo de Gmina Zielonki, a la que da nombre.  Se encuentra aproximadamente 7 kilómetros (4 mi) al norte de la capital regional Cracovia .